# Saurauia spinulososetosa
Saurauia spinulososetosa är en tvåhjärtbladig växtart som beskrevs av Elmer Drew Merrill. Saurauia spinulososetosa ingår i släktet Saurauia och familjen Actinidiaceae. Inga underarter finns listade i Catalogue of Life.